# Église Saint-Pierre de Mirbel
L'église Saint-Pierre de Mirbel est une église catholique située à Biéville-Quétiéville, en France .

## Localisation
L'église est située dans le département français du Calvados, sur la commune de Biéville-Quétiéville. Elle était l'église paroissiale de Mirbel jusqu'à la fusion de cette commune en 1831. L'église est située sur une hauteur.

## Historique
L'édifice date du XIIe, XIIIe et de la fin du XVIIIe siècle.
La nomination de la cure appartenait à l'abbaye de Sainte-Barbe-en-Auge.
L'église perd son statut d'église paroissiale en 1831. Le culte y est célébré à nouveau après la Seconde Guerre mondiale du fait des dégâts causés à l'édifice cultuel de la commune.
L'édifice est inscrit au titre des monuments historiques le 29 novembre 1948.
L'église se dégrade peu à peu et devient une ruine jusqu'à son achat 1 franc symbolique par la famille Steeg le 24 décembre 1979. Les propriétaires procèdent à des restaurations d'envergure et la sauvent. Ils la rétrocèdent à la commune pour un euro symbolique en 2013.

## Description
Le chœur, pourvu de beaux modillons ainsi que le chevet permet une datation de la fin du XIIe ou du XIIIe selon Arcisse de Caumont.
Les fenêtres du chœur sont postérieures à la construction. La porte présente du côté nord, avec ses colonnettes, date du Moyen Âge selon Arcisse de Caumont contrairement à une autre porte qui est moderne car portant la date 1766. De même la nef est récente selon le même auteur.
Une tour est couverte en ardoise et la nef couverte en tuile.
Arcisse de Caumont signale au XIXe une croix de chêne du XVIIe dont la base est en pierre.

## Galerie

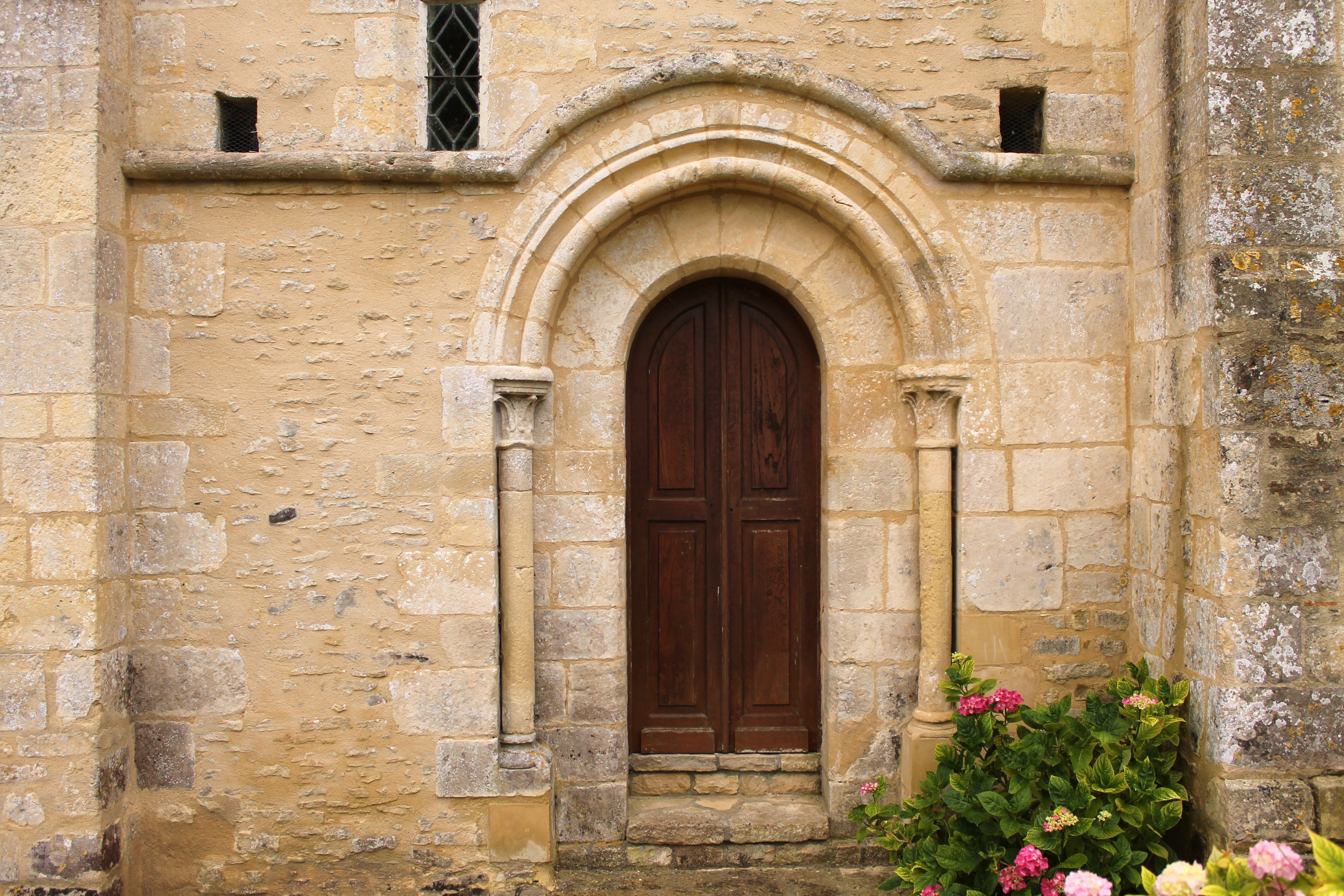
Porte nord.
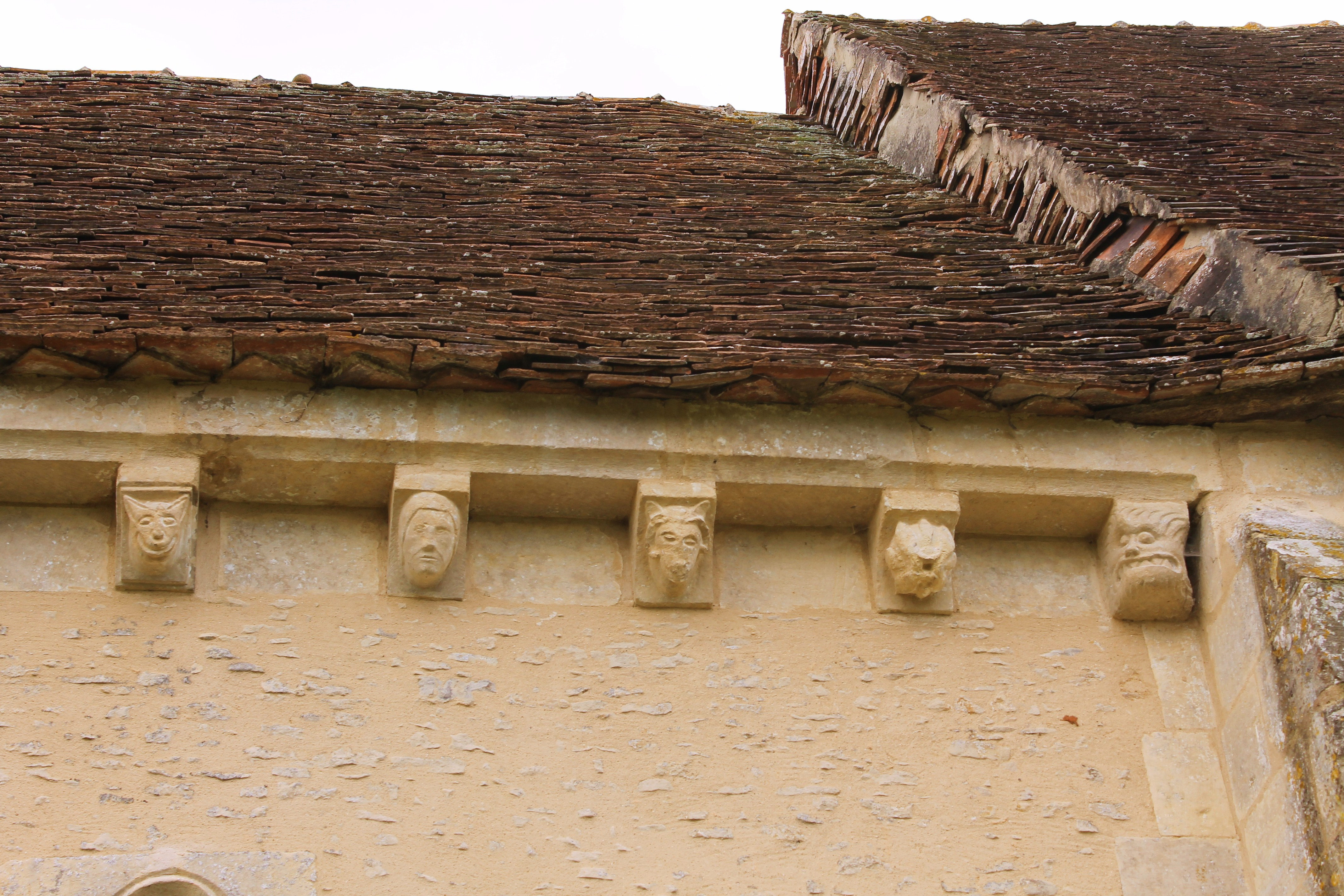
Modillons de l'église.
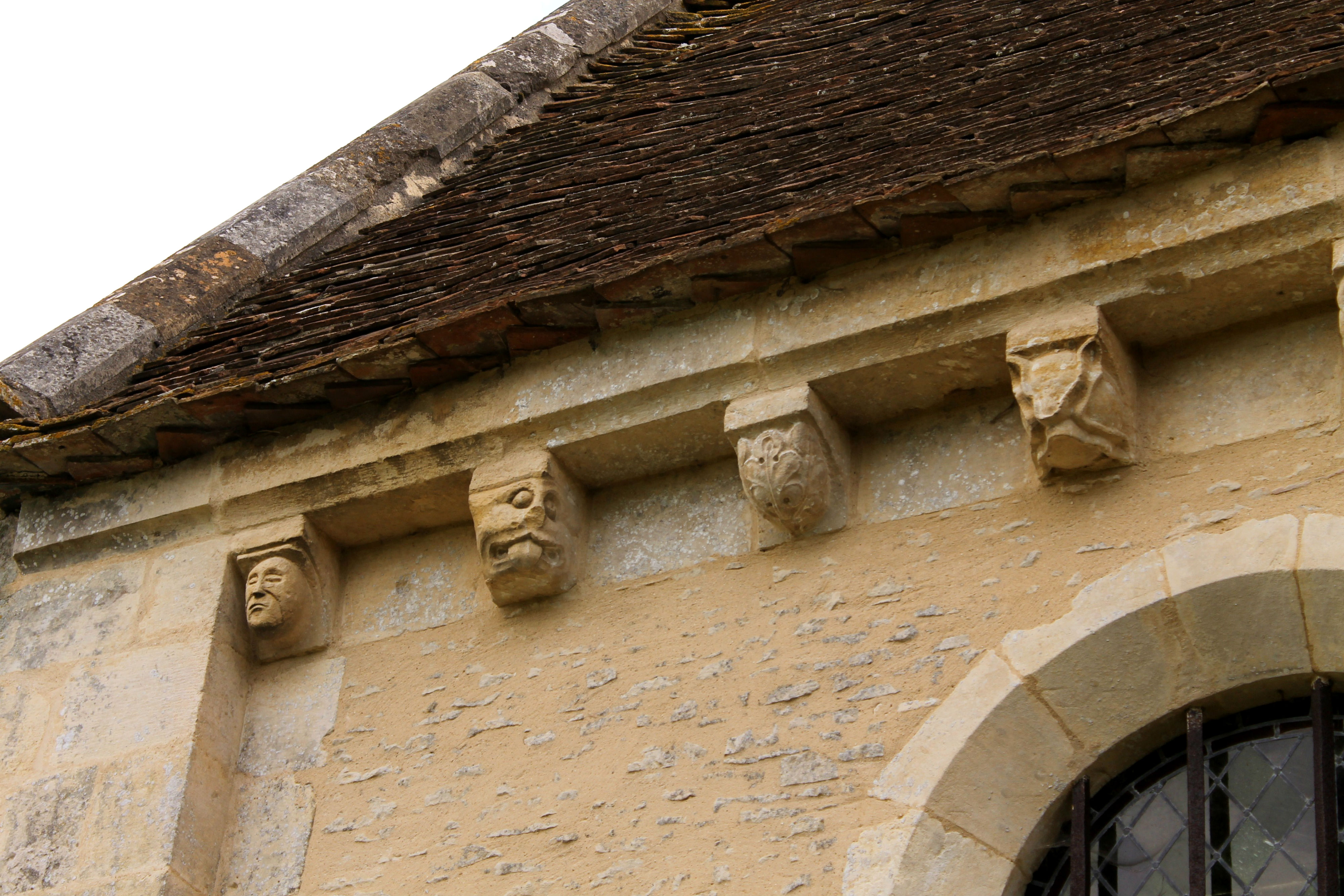
Modillons de l'église.